# Chiesa prepositurale di San Giuseppe
La chiesa prepositurale di San Giuseppe è la parrocchiale di Grosio in provincia di Sondrio e diocesi di Como; fa parte del vicariato di Grosio.

## Storia
La chiesa risale al XVII secolo. Nel 1674 venne consacrata dal vescovo Giovanni Ambrogio Torriani, divenne parrocchiale nel 1818.

## Campanile e campane
Il campanile risale al 1720 ed è alto 65 metri. Al suo interno ospita un concerto di 8 campane in La2 a slancio fuse nel 1908 dalla Fonderia Giorgio Pruneri, sedente in Grosio. Sono considerate tra le più belle campane d'Italia, data la loro pregevolissima fattura.